# Moord op Ján Kuciak
In 2018 werd de Slowaakse onderzoeksjournalist Ján Kuciak (17 mei 1990 - 21 februari 2018), samen met zijn verloofde Martina Kušnírová, doodgeschoten door een huurmoordenaar. Kuciak was de eerste journalist die ooit in Slowakije werd vermoord. In de nasleep kwam een systematische corruptie-cultuur naar boven bij politie, politiek en justitie in het land.

## Voorgeschiedenis
Kuciak studeerde af in de journalistiek aan de universiteit van Nitra en werkte eerst bij de krant Hospodárske noviny. Later werkte hij als verslaggever van de nieuwswebsite Aktuality.sk, en concentreerde zich voornamelijk op het onderzoeken van fraude met EU-landbouwsubsidies en belastingfraude van verschillende zakenlui die verbonden zijn met Slowaakse topfunctionarissen. Niet lang voor zijn dood was hij op het spoor gekomen van activiteiten van de Italiaanse 'Ndrangheta maffia in het oosten van het land, en hun mogelijke bindingen met de politiek, via de regerende sociaaldemocraten en premier Robert Fico. Kuciak diende in september 2017 een aanklacht in vanwege bedreigingen van Marián Kočner, een Slowaakse zakenman over wiens deals met de overheid Kuciak verslag zou uitbrengen.

## Huurmoord

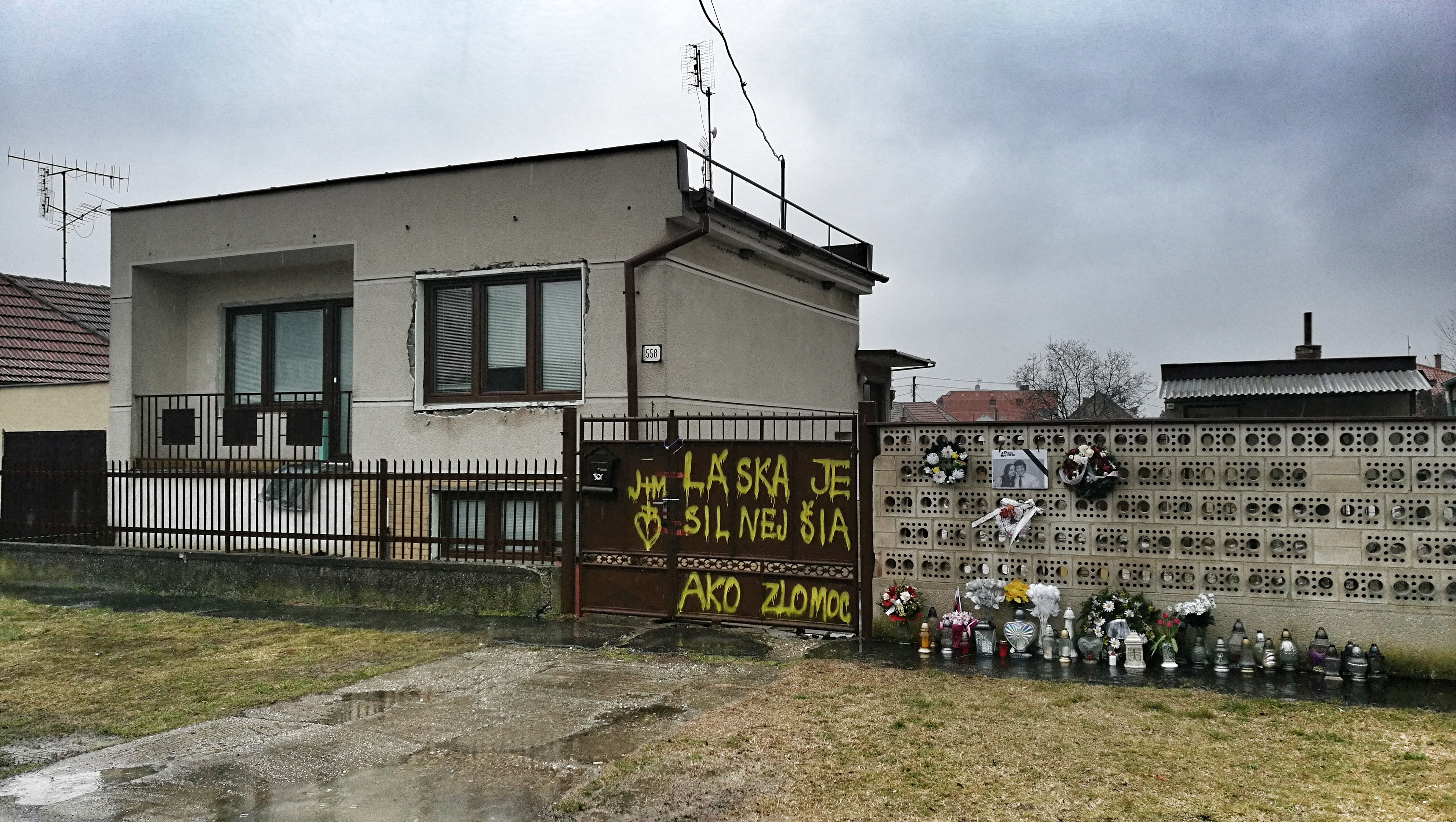
Woning van Ján Kuciak en Martina Kušnírová nadat ze hier vermoord werden

Op 21 februari 2018 werden de 27-jarige Ján Kuciak en zijn verloofde Martina Kušnírová slachtoffers van een huurmoord in hun woning in Veľká Mača, District Galanta, ongeveer 65 km ten oosten van de hoofdstad Bratislava. In de ochtend van 26 februari werd de politie door familieleden naar Kuciaks huis geroepen nadat verschillende oproepen aan het paar onbeantwoord waren gebleven. In het huis vond de politie het lijk van Kuciak op de keldertrap en dat van Martina Kušnírová in de keuken. Kuciak was verscheidene keren in de borst geschoten, terwijl Kušnírová eenmaal in haar hoofd was geraakt.

## Politiek gevolgen

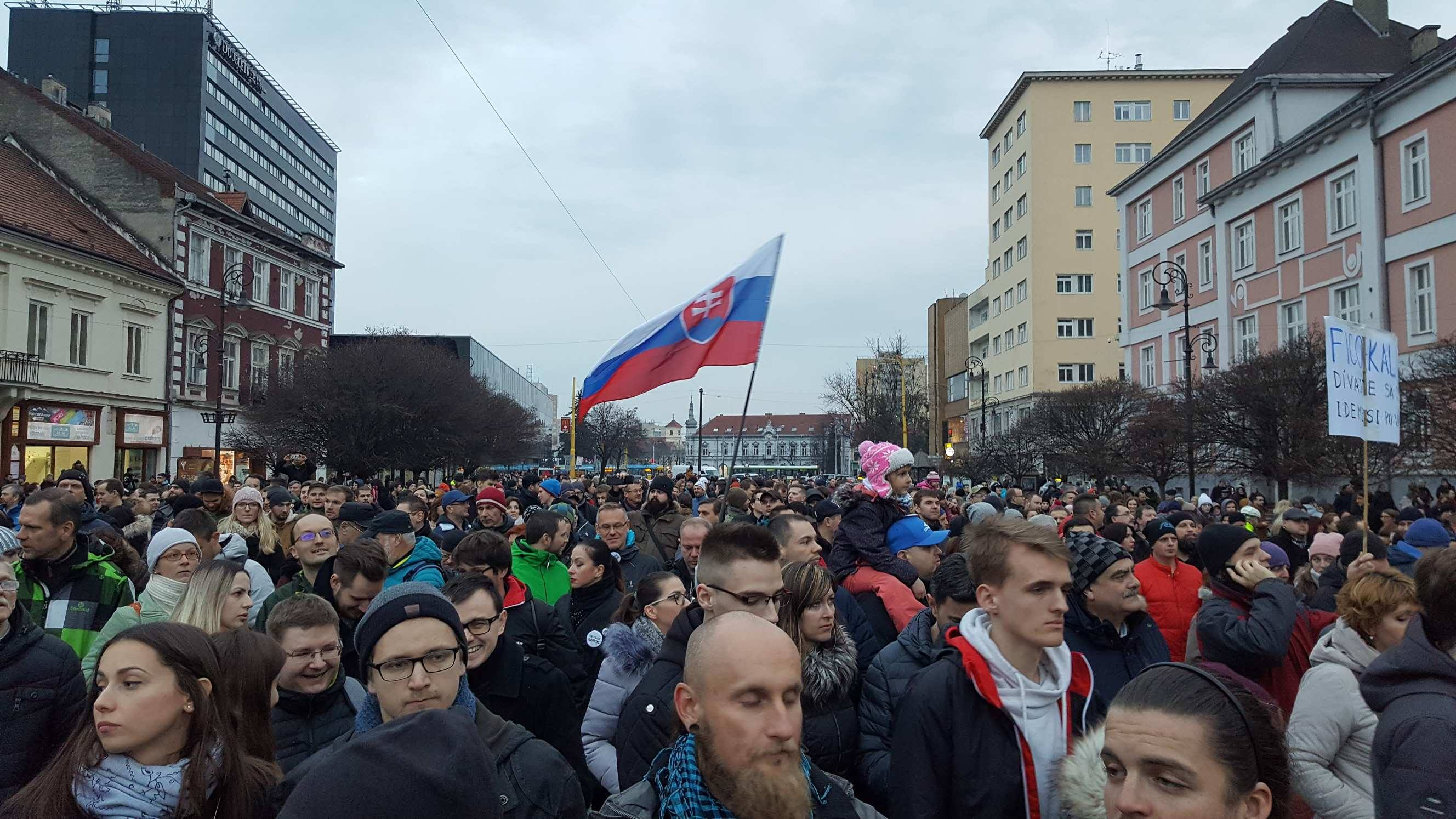
Demonstratie in Košice, 9 maart 2018

Massale demonstraties kwamen gedurende weken op gang over het hele land, die corruptie aanwezen als de oorzaak van de moord. Zo kwamen op 5 maart 60.000 betogers samen in Bratislava om het ontslag van premier Robert Fico en zijn regering te eisen.
De minister van Cultuur Marek Madaric trad af omdat hij het niet kon verdragen dat er een journalist was vermoord. Gedwongen door de politieke crisis na de moord trad premier Fico op 15 maart af. Tevens moesten de minister van Binnenlandse Zaken Robert Kalinák en nationaal politiechef Tibor Gaspar het veld ruimen. Bij de nationale verkiezingen van 2020 verloor de partij van Fico zwaar en moest in oppositie gaan.

## Moordonderzoek
De FBI, Europol en Scotland Yard ondersteunden de politie van Slowakije met het moordonderzoek. EU-politici stuurden een delegatie die de moord onderzocht.
Kort na de moord werden in Slowakije zeven Italianen gearresteerd, die zogenaamd lid zouden zijn van de 'Ndrangheta maffia, maar ze werden na enkele weken snel weer vrijgelaten. Op 27 september 2018 maakte de nieuwssite Denník N bekend dat acht mensen waren aangehouden door de Slowaakse politie in verband met de moord en dat er nog verder onderzoek en huiszoekingen plaatsvonden.
Miroslav Marcek, een ex-militair, werd geïdentificeerd als de schutter en zijn neef Tomas Szabo, een voormalig politieman, als de bestuurder van hun wagen op de nacht van de moord. Zoltan Andrusko, een eigenaar van een pizzeria, had hen gerecruteerd voor de huurmoord. Hij ging snel na zijn arrestatie over tot bekentenissen. Andrusko verklaarde dat een kennis Elena Zsuzsova hem had gevraagd de journalist te vermoorden in opdracht van de zakenman Marián Kočner. Zijn motief was dat Kuciak extensief schreef over zijn criminele economische activiteiten.

## Rechtszaken
Zoltan Andrusko bereikte een minnelijke schikking met justitie en kreeg 15 jaar gevangenis.
In januari 2020 begon de rechtszaak voor een speciaal strafhof van drie rechters in Slowakije. De schutter Miroslav Marcek pleitte schuldig aan moord. De chauffeur Tomas Szabo, hoofdopdrachtgever Marián Kočner en zijn tussenpersoon Elena Zsuzsova pleitten onschuldig. In april 2020 werd Marcek veroordeeld tot 23 jaar gevangenis. Hij ging in beroep, waarbij zijn straf in december 2020 met twee jaar extra werd verhoogd tot 25 jaar gevangenis. In september 2020 werd Szabo veroordeeld tot 25 jaar gevangenis, terwijl Kočner en Zsusova werden vrijgesproken wegens gebrek aan direct bewijs.
Het Hooggerechtshof verklaarde de uitspraak van het speciaal strafhof nietig en het proces tegen Kočner en Zsuzsovza moest herdaan worden. In mei 2023 werd Zsuzsova alsnog veroordeeld tot 25 jaar gevangenis wegen medeplichtigheid aan de moord op Kuciak en zijn verloofde. Kočner werd voor een tweede keer vrijgesproken. Hij zit wel in de gevangenis voor andere misdaden.

## Corruptie

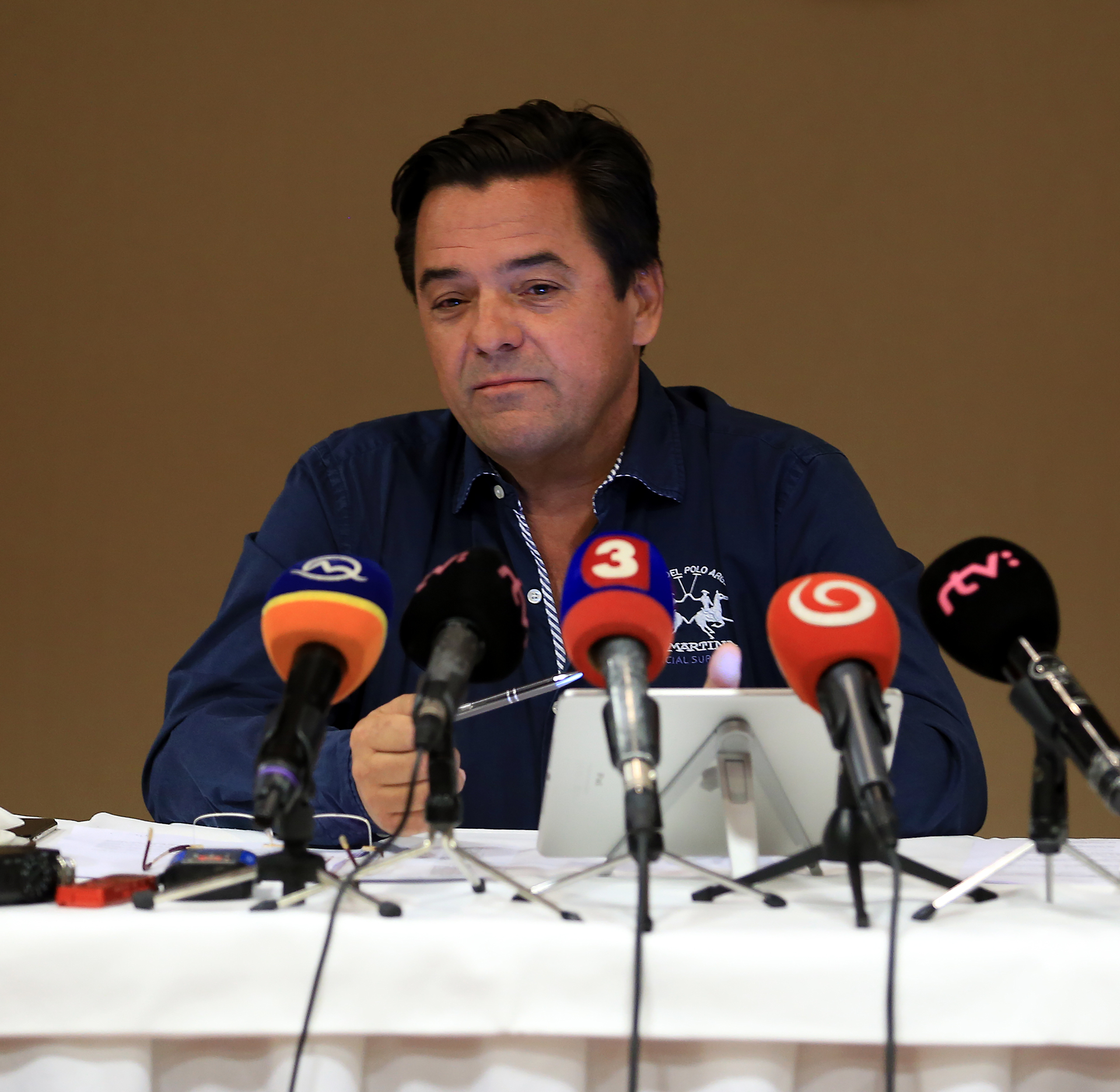
Zakenman Marián Kočner

Zakenman Marián Kočner werd kort na de moord beschuldigd van witwassen en belastingontduiking door de zoon van de vermoorde onderzoeksjournalist Daphne Caruana Galizia.
Door onderzoek naar misdaden rond Kočner kwam ook corruptie binnen de gelederen van justitie en politie naar boven. Eind 2020 werden dertien rechters, twee ex-rechters en andere functionarissen van justitie gearresteerd wegens corruptie en belemmering van de rechtsgang. Verder werden vier voormalige hooggeplaatste politiefunctionarissen opgepakt, die deel zouden uitmaken van een crimineel netwerk.

## Documentaire
De documentaire The killing of a journalist van regisseur Matt Sarnecki uit 2022 toont de rechtszaak en de massale protesten naar aanleiding van de moord en laat zien hoe journalisten geholpen door gelekte informatie uit het politiedossier corruptie van oligarchen, rechters en leden van politie- en opsporingsdiensten in het land onthullen.